# Poezja metafizyczna
Poezja metafizyczna – nurt lirycznej poezji barokowej. Termin jest używany przede wszystkim w odniesieniu do twórczości angielskich poetów końca XVI oraz XVII wieku, którzy, łamiąc wcześniejsze reguły, wprowadzili do liryki język nauki, filozofii i teologii. Wiersze tego typu mieszały tematykę religijną, filozoficzną i erotyczną, przy czym znakomicie wyrażały atmosferę sceptycyzmu i niepewności, charakterystyczną dla czasów po gwałtownym zmierzchu renesansu. Wśród prekursorów poezji metafizycznej wymienia się przede wszystkim Roberta Southwella, jednak największy wpływ na jej powstanie miała twórczość Johna Donne'a. 
Termin „poezja metafizyczna” wprowadził do krytyki literackiej Samuel Johnson, stosując go – z pewną ironią – w odniesieniu do twórczości Abrahama Cowleya w wydanych w 1781 roku Lives of the Most Eminent English Poets. Johnson, reprezentujący poglądy typowe dla Oświecenia, nie cenił tej „metafizyki” zbyt wysoko, co przełożyło się też na późniejszy stosunek do tej poezji; przez długi okres była lekceważona i wręcz zapomniana. Renesans zainteresowania poetami metafizycznymi i radykalna zmiana w ocenie ich twórczości datuje się od ukazania się, w 1921 roku, pierwszej antologii tej poezji, wydanej przez H.J.C. Griersona, a zwłaszcza od słynnego eseju T.S. Eliota, Poeci metafizyczni (The Metaphysical Poets, 1921), będącego recenzją tego zbioru. 
Poezja metafizyczna jest nurtem niejednorodnym i różnie definiowanym. Przyjmując najwęższą jej definicję, ograniczającą się do twórczości, w której tematyka religijna odgrywała wiodącą rolę, reprezentatywni dla tego nurtu będą poeci „szkoły Donne'a”, czyli, prócz samego Johna Donne'a, przede wszystkim George Herbert, Andrew Marvell, Richard Crashaw oraz późniejsi Henry Vaughan i Thomas Traherne. Krytyk literacki F.R. Leavis w latach 30. XX wieku, kontynuując myśl T.S. Eliota, który jako wyróżnik poezji metafizycznej przyjął wit (rozum, inteligencję, zmyślność; dowcip w staropolskim rozumieniu tego słowa) zaproponował, by w nurt ten włączyć także poetów ze „szkoły Jonsona” (tzw. Cavalier poets), takich jak Robert Herrick, Richard Lovelace, Thomas Carew czy John Suckling. Poezja metafizyczna miałaby zatem dwa nurty: religijny i dworski. Reprezentanci obu tych nurtów są obecni w przygotowanej przez Helen Gardner antologii The Metaphysical Poets, wydanej w 1957 roku i uważanej za klasyczne opracowanie twórczości angielskich poetów metafizycznych.

## Poezja metafizyczna w Polsce
W Polsce poezję metafizyczną pisali m.in. Mikołaj Sęp Szarzyński, Stanisław Grochowski, Kasper Twardowski  i Sebastian Grabowiecki.
Poruszała problematykę przemijania człowieka, marności i nietrwałości istnienia (np.Sonet I, O krótkości i niepewności na świecie żywota człowieczego,Sonet IV, O wojnie naszej, którą wiedziemy z szatanem, światem i ciałem, Sonet V, O nietrwałej miłości rzeczy świata tego- Mikołaj Sęp Szarzyński, Krótkość żywota, Marność, Do Anny- Daniel Naborowski ), wyrażała nadzieję na zbawienie i ratunek w Bogu (Sęp Szarzyński w swoim cyklu sonetów) a także nawiązywała do pokus, słabości i namiętności doczesnego życia człowieka, w świecie materialnym; wyraża postawę człowieka rozdartego pomiędzy cielesnością a życiem wiecznym, który jest świadomy tego, że powinien żyć tak, aby dojść do zbawienia, ale jednocześnie nie może oprzeć się pokusom na jakie wystawia go szatan i świat, w którym żyje, nie potrafi pokonać swoich słabości.